# حكا
حكا أو في القبطية: ϩⲓⲕ هيك؛ يُكتب أيضًا حكاو) كان تجسيدًا للسحر والطب في مصر القديمة. الاسم هو الكلمة المصرية للسحر. وفقًا للأدب المصري (نصوص التوابيت، الفصل 261)، كان حكا موجودًا "قبل أن تظهر الثنائية". وكان المصطلح حكا يُستخدم أيضًا للإشارة إلى ممارسة الطقوس السحرية.

## الاسم
اسم حكا هو نفسه الكلمة المصرية حكاو التي تعني "السحر" أو حرفيا "القدرات". هذا التهجئة الهيروغليفية تشمل رمز الكلمة كا، وهو المفهوم المصري القديم للقوة الحيوية أو الروح المحركة أو شرارة الحياة. بسبب الأهمية التي توضع على الأسماء في مصر القديمة، كان يتم دمج حكا في الأسماء الشخصية. بعض الأمثلة تشمل: حكاوي، حكا أف، أو ببساطة حكا. الإلهة إيزيس تُرتبط أحيانًا بحكا حيث تُلقب ورت حكاو، أي عظيمة السحر أو عظيمة القدرات.

## المعتقدات
تصور نصوص الأهرام في المملكة القديمة حكا كقوة خارقة للطبيعة تملكها الآلهة. يجب على "الملك الآكل" أن يلتهم الآلهة الأخرى للحصول على هذه القوة السحرية. في النهاية، تم رفع حكا إلى مكانة إله بحد ذاته، وتطورت عبادة مكرسة له.

### أساطير الخلق
بحلول وقت نصوص التوابيت، يُقال إن حكا تم إنشاؤه في بداية الزمن بواسطة الإله الخالق أتوم. وأحيانًا يتم تجسيده هو نفسه كإله خالق، يُقدم كإنسان أو طفل وفي بعض الصور يحمل ثعبانين. يُقال أيضًا أن حكا هو أحد الأوجه الثلاثة للخالق مع سيا وحو.

### الأساطير العامة
تم تصوير حكا لاحقًا كجزء من رسومات للقارب الشمسي وكحامي أوزيريس في الدوات وكان قادرا على إعماء التماسيح.
ثم، خلال الأسرة البطلمية، كان دور حكا هو إعلان تتويج الملك كابن لإيزيس، حيث يحمل الملك في ذراعيه.
يظهر حكا أيضًا كجزء من ثلاثي إلهي في إسنا، عاصمة المقاطعة الثالثة من طيبة في صعيد مصر خلال العصر البطلمي والروماني، حيث كان ابن الإله ذو الرأس الكبش خنوم وسلسلة من الإلهات. كانت والدته تُقال بالتناوب أنها نبتوي (شكل من حتحور)، منحيت برأس الأسد، وإلهة البقرة محيت ورت، قبل أن تستقر على نيت، إلهة الحرب والأم.
ورت حكاو التي يعني اسمها "التي تمتلك سحرًا عظيمًا" تُرتبط أحيانًا أيضًا بقوة حكا.
كما يشرح عالم المصريات أوجدن جويليت (1994)، فإن السحر في كتاب الموتى مشكلة: يستخدم النص كلمات مختلفة تشير إلى "السحر"، حيث كان المصريون يعتقدون أن السحر كان معتقدًا مشروعًا. كما يوضح جويليت:

## معرض الصور

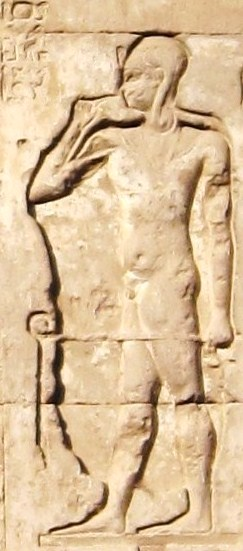
نقش لحكا في معبد إسنا
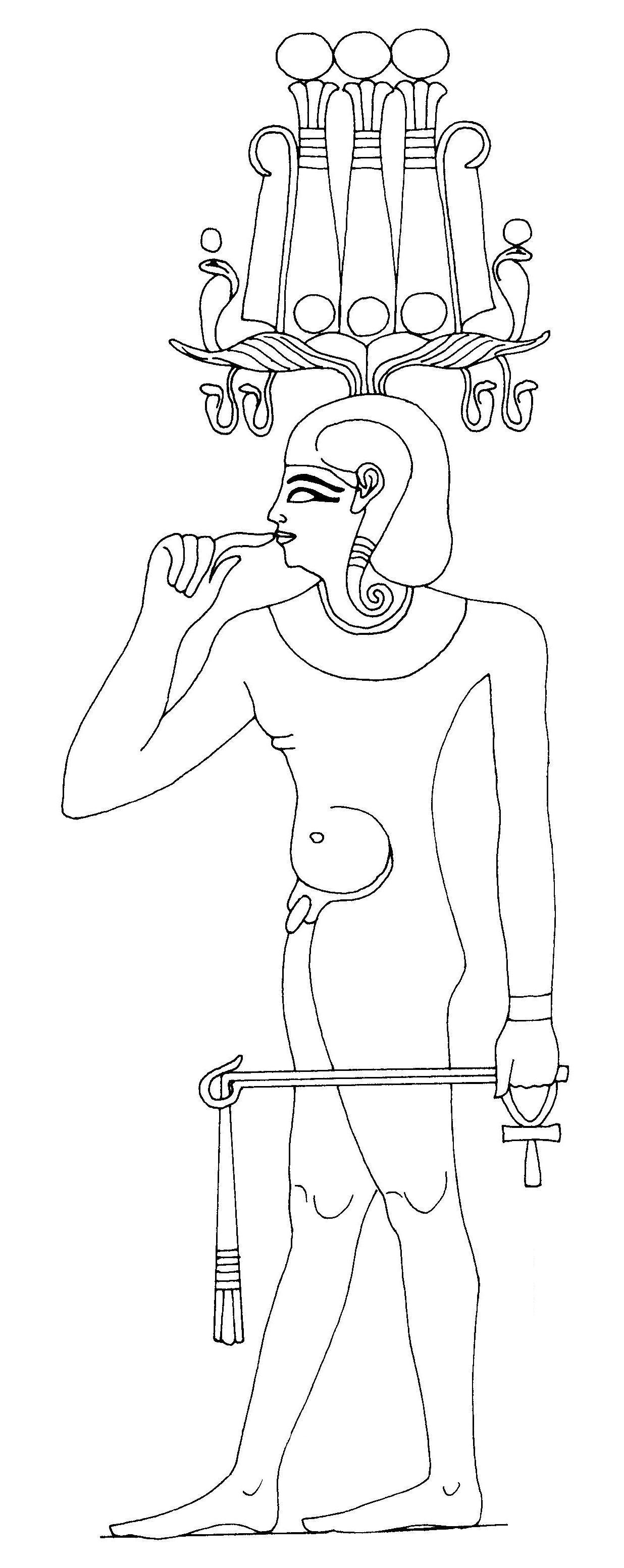
حكا
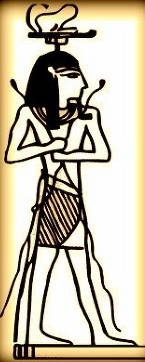
حكا، يحمل ثعبانين يتقاطعان مع مؤخرة أسد على شعار المقاطعة يمثل اسمه على رأسه في الشكل السحري